# Meddőségi központ
Meddőségi központnak azt az intézményt nevezzük, amelyben a meddőség okaival és kezelésével, valamint mesterséges megtermékenyítési eljárásokkal kapcsolatos szakmai munka folyik. A meddőségi központ olyan egészségügyi szolgáltató, amelyben a meddőségre és annak kiváltó okaira szakosodott szakemberek dolgoznak, és amely pácienseinek a meddőséggel, annak kiváltó okaival, a fogantatással és a terhességgel összefüggő orvosi szakszolgáltatást nyújt.

## Magyarországi meddőségi központok
- Állami Egészségügyi Központ - Meddőségi központ
- Budai Meddőségi Központ
- Ciris Budapest, Nemzetközi Reprodukciós Intézet
- Dévai Klinika Ambuláns Nőgyógyászati Centrum
- Forgács Intézet
- Kaáli Intézetek
- Pannon Reprodukciós Intézet
- Pécsi Tudományegyetem Klinikai Központ Szülészeti és Nőgyógyászati Klinika Meddőségi Központ
- Róbert Károly Magánkórház
- Semmelweis Egyetem I. Sz. Szülészeti és Nőgyógyászati Klinika
- Versys Clinics Humán Reprodukciós Intézet